# Залуський Антон
Антон (Антоній) Залуський (? — ?) — український живописець та іконописець 19-го століття. 

## Життєпис

Антон Залуський. «Воскресіння Христа з атрибутами страстей» (1847)

Проживав та творив у місті Долині в першій половині 19-го століття. Належав до долинського осередку іконопису, у якому творчо зростав. Свої роботи підписував : «Anton Załuski, pinxt».
Протягом 1843 - 1844 років розмальовував вівтар та іконостас у селі Битків (тепер смт. у Надвірнянському районі, Івано-Франківської області).
У своїй творчості орієнтувався на західне католицьке, передовсім австрійське, сакральне мистецтво. Віталій Козінчук, доктор східних церковних наук, назвав Антона Залуського 
| геніальним маестро доби галицького академізму[2] |

### Твори
Три роботи автора зберігаються у Музеї мистецтв Прикарпаття в Івано-Франківську:
- «Воскресіння Христа з атрибутами страстей» (1847), (написано для церкви Воздвиження в с. Слобода-Рівнянська);
- «Свята Родина» (1847), (написано для церкви Воздвиження в с. Слобода-Рівнянська);
- «Різдво Марії» (1857).